# Raymond Guégan
Raymond Jules Guégan (* 7. Dezember 1921 in Laon; † 26. April 2007 in Nanterre) war ein französischer Radrennfahrer und nationaler Meister im Radsport.

## Sportliche Laufbahn
Guégan war im Straßenradsport und im Bahnradsport aktiv. 1941 gewann er die nationale Meisterschaft in der Einerverfolgung der Amateure und wurde Vize-Meister im Straßenrennen. Von 1942 bis 1957 war er Unabhängiger und Berufsfahrer. 1943 war er bei Paris–Alençon, 1944 bei À travers Paris erfolgreich. Den Grand Prix Cannes gewann er 1947. 1952 gewann er das Eintagesrennen Paris–Tours vor Albéric Schotte. Ebenfalls 1952 holte er einen Etappensieg in der Algerien-Rundfahrt und im Gran Premio Mediterraneo. 1957 siegte er bei Paris–Bourges vor Michel Salle. Dazu kamen einige Siege in französischen Kriterien.
Die Tour de France bestritt er dreimal. 1947, 1948 und 1951 war er jeweils ausgeschieden.